# 卡尔塞纳
卡尔塞纳，是西班牙阿拉贡自治区萨拉戈萨省的一个市镇。 总面积65平方公里，总人口99人（2001年），人口密度2人/平方公里。